# Stadtpfarrkirche St. Stephan (Braunau)

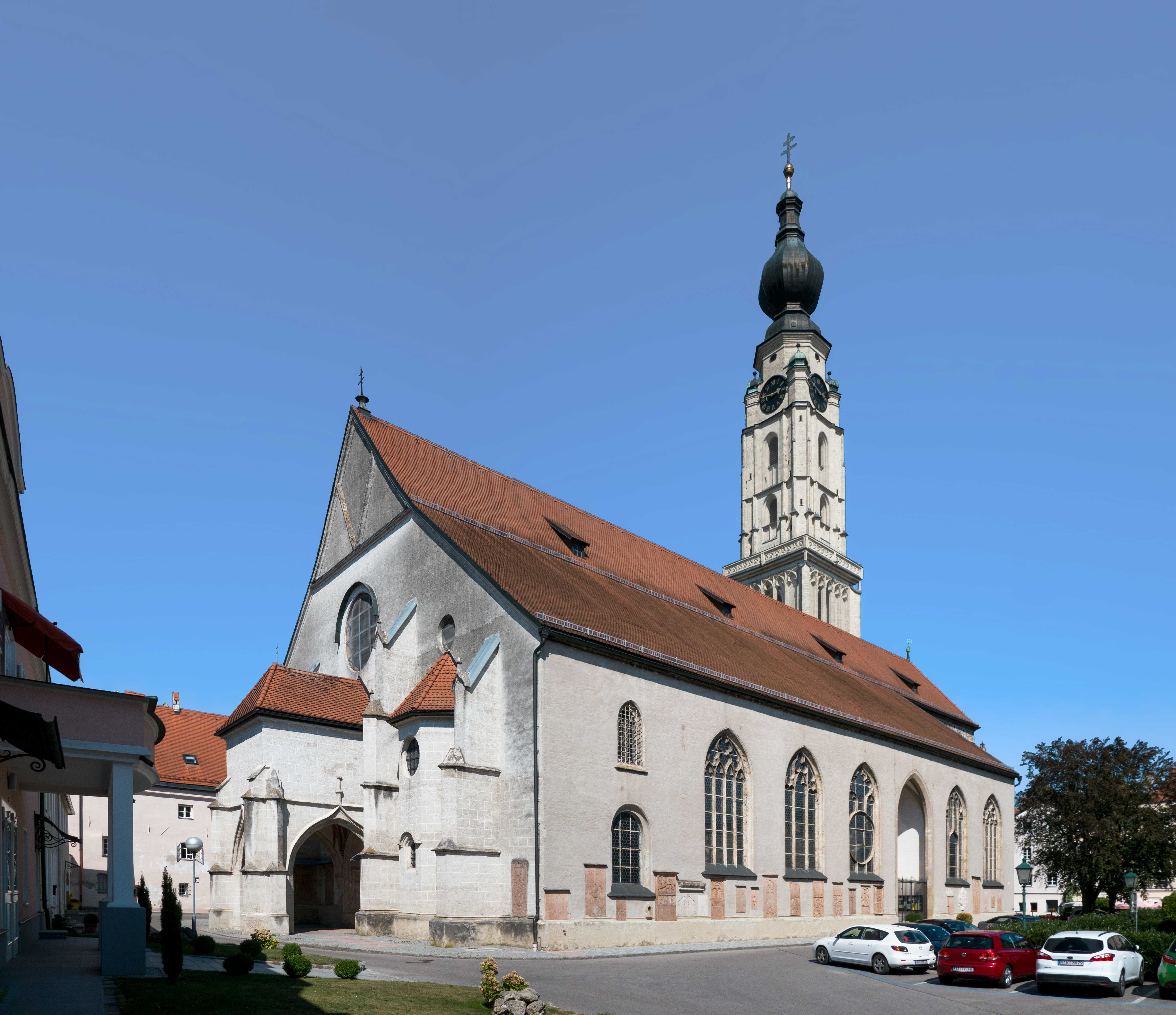
Stadtpfarrkirche St. Stephan

Die römisch-katholische Stadtpfarrkirche St. Stephan ist ein Wahrzeichen der Stadt Braunau am Inn und besitzt mit ihrem 87 m hohen Turm einen der höchsten Kirchtürme Österreichs. Seit dem 1. Jänner 2023 gehört St. Stephan als eine von 14 Pfarrteilgemeinden zur Pfarre Braunau der Diözese Linz.
Typologisch steht der Bau in der Tradition der Landshuter Bauschule und ist im Hinblick auf die Gewölbefiguration verwandt mit bzw. vorbildhaft für die St.-Johannes-Kirche in Dingolfing, die Spitalkirche Heilig Geist in Landshut oder die Pfarrkirche St. Nikolaus in Eggenfelden. Der Grundriss des Kirchenschiffs zeigt wiederum den Einfluss der Landshuter Martinskirche.

## Baugeschichte
1110 wurde in „Prounaw“ bereits eine dem hl. Stephan geweihte Kapelle genannt, die 1138 von Bischof Konrad I (1106–1147) von Salzburg geweiht wurde. Der Bau unterstand dem Augustiner-Chorherrenstift Ranshofen und befand sich weiter nördlich als die heutige Kirche. Während der Kreuzzüge um die Mitte des 13. Jh. wurde die Kapelle zerstört.
Im Zuge der Stadtgründung 1260 errichtete man an der Stelle des heutigen Stadttores eine Kirche am Übergang von Spätromanik zur Frühgotik. 1236 wurde Braunau vom Stift Ranshofen eine eigene Pfarre zugesprochen, 1406 legte man einen Friedhof an.
Bedingt durch eine wirtschaftliche Blüte kam es in Braunau im 15. Jh. zum Neubau des „Stephansmünsters“, für das die Bevölkerung einen Großteil der Kosten übernahm. Die Handwerkszünfte stifteten die Kapellen und deren Ausstattung. Am bekanntesten ist die Bäcker-Kapelle mit dem gotischen Flügelretabel.
Hauptbaumeister der Kirche war Stephan Krumenauer, Sohn des Passauer Dombaumeisters Hans Krumenauer und Schüler des Hans von Burghausen. Die Grundsteinlegung erfolgte am 26. Oktober 1439 durch Probst Erasmus von Ranshofen. Am 18. April 1466 wurde dir Kirche vom Passauer Bischof Ulrich von Nußdorf eingeweiht. Jörg Perger und Wolfgang Wiesinger vollendeten den Bau.
Zu Beginn des 16. Jh. fügte man die Sakristei an, die dem Steinmetzmeister Hans von Braunau zugeschrieben wird.
Markant ist auch der 87 m hohe Turm, für den man 1492 den Grundstein legte. Baumeister war Wolfgang Wiesinger. 1759 bekam der Turm die heutige Zwiebelhaube.
Zwischen 1670 und 1730 wurden die Seitenkapellen barockisiert. Zwischen 1896 und 1906 wurde die Kirche anschließend vom Wiener Dombaumeister Friedrich von Schmidt regotisiert.
1907 wurde die Kirche elektrifiziert, 10 Jahre später wurden die Glocken wegen des Ersten Weltkrieges eingeschmolzen. Am 18. Oktober 1925 wurden 5 Glocken aus der Glockengießerei in St. Florian eingeweiht.

## Maße
- Länge ohne Turm: 60 m
- Länge mit Turm: 67 m
- Breite: 25 m
- Hauptschiff Höhe: 20 m
- Höhe des Turmes: 87 m

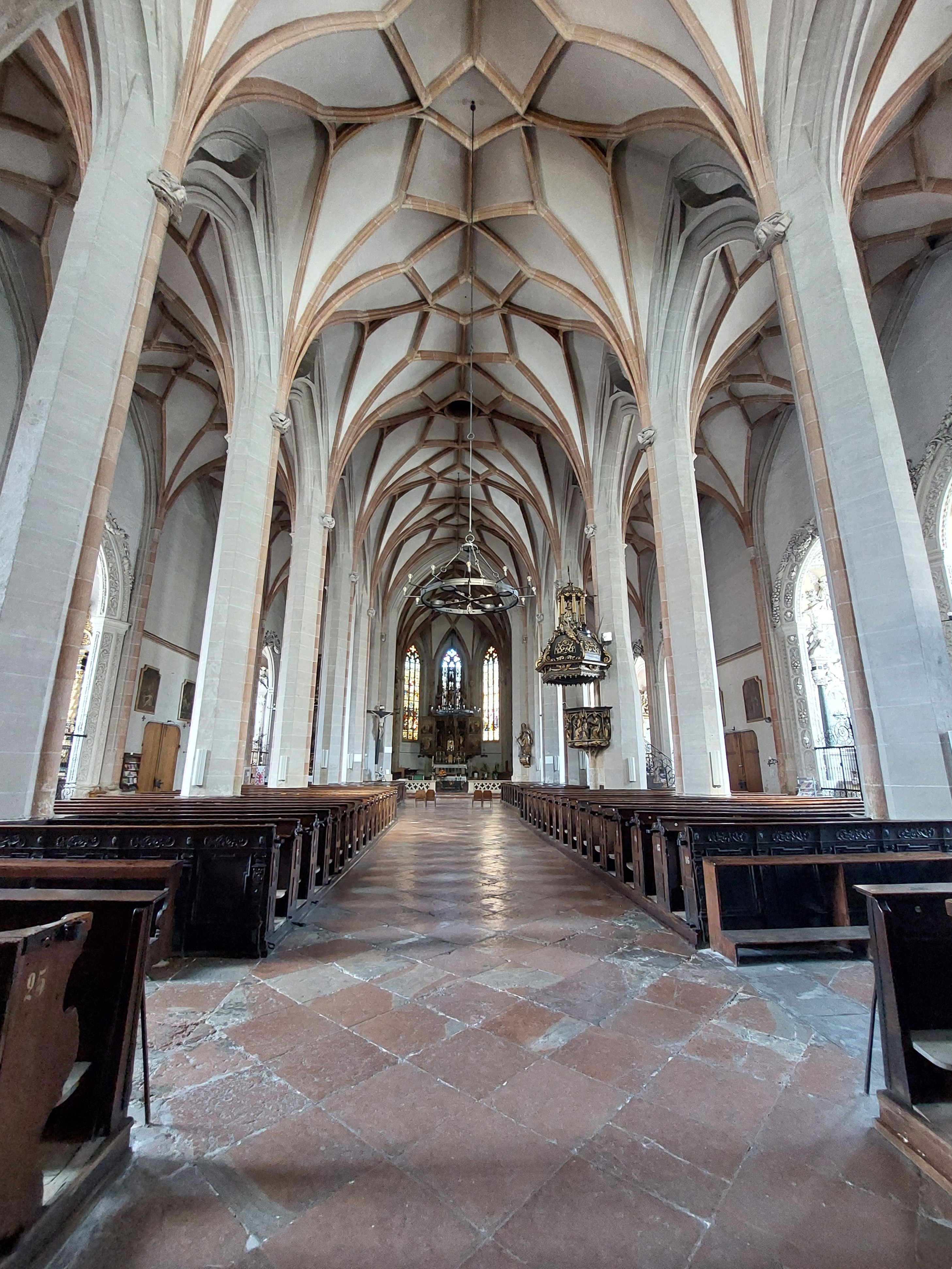
Innenraum mit Altar

Der Turm der Braunauer Stadtpfarrkirche wird häufig fälschlicherweise als dritthöchster Kirchturm Österreichs bezeichnet. Die drei höchsten Kirchtürme Österreichs befinden sich in Wien (Stephansdom), Linz (Maria-Empfängnis-Dom) und Graz (Herz-Jesu-Kirche). Auch wird die Höhe des Kirchturms der Braunauer Stadtpfarrkirche immer wieder falsch mit 96 oder gar 99 m angegeben, was auf einen Rechenfehler im 19. Jahrhundert zurückzuführen ist, der (auch in der Fachliteratur, beispielsweise in dem unten unter „Literatur“ angeführten Kirchenführer) häufig ungeprüft mit übernommen wird. Die korrekte Höhe des Turms beträgt laut Vermessungsamt Braunau 87 m.

## Ausstattung
Bekannt ist die Kirche u. a. für den sogenannten Bäckeraltar aus dem späten 15. Jahrhundert.
Die anderen Zunftkapellen wurden zwischen 1670 und 1730 barockisiert.
1905 ersetzte den wertvollen Hochaltar, den Michael Zürn 1642 errichtete, durch den vom Regensburger Georg Schreiner nach Plänen von Friedrich von Schmidt geschaffenen neugotischen Flügelretabel. Das barocke Altarbild des Passauer Malers Matthäus Lettenpichler von 1642 hängt heute seitlich des Flügelretabels im Presbyterium. Das beeindruckende Chorgestühl im Stil der Renaissance stammt von 1598 und war dem Bürgermeister, Rat und den Zunftmeistern von Braunau vorbehalten. Michael Zürn schuf auch andere barocke Altäre in der Kirche.

## Orgel

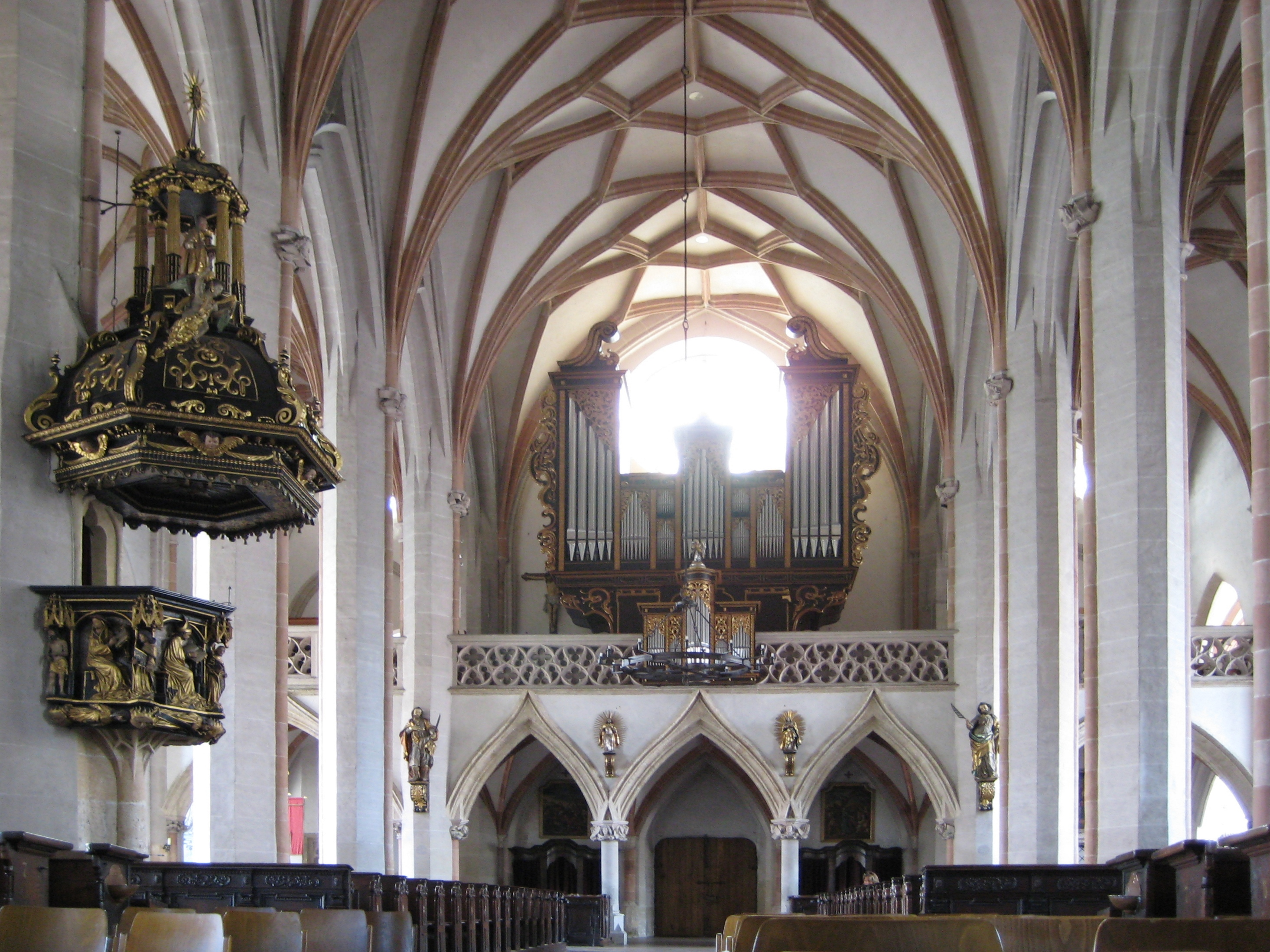
Blick auf die Orgel

Seit 1640 gibt es in der Stephanskirche eine Orgel. Über die Jahre war die Barockorgel veraltet und morsch geworden, so dass man immer wieder Reparaturen durchführen musste. 1919, 1931 und 1936 versuchte man eine neue Orgel zu erwerben, was nicht finanziert werden konnte. 1939 beschloss der Pfarrkirchenrat, das Orgelwerk zu erneuern bzw. renovieren zu lassen.
Zwischen 1941 und 1946 ertönte die Orgel nicht mehr bis man mit der ersten Restaurierung begann. So konnte man die Orgel 1947 notdürftig wieder bespielen.
Auf Grund der Finanzlage konnte die Orgelrenovierung erst 1959 fortgesetzt werden, was allerdings nicht von Profis ausgeführt wurde. All dies tat dem Instrument nicht gut.
Am 30. September 1992 beschloss man, eine neue Orgel anzuschaffen und gründete dafür ein Orgelkomitee. Am 19. März 1994 wurde die alte Orgel abgetragen. Die wertvollen Pfeifen wurden sicher in der Martinskirche gelagert. Am 8. August 1995 kam ein neuer Orgelprospekt.
Am 25. November 1995 wurde die neue Orgel eingeweiht, die alten Pfeifen verkaufte man.
Am Orgelbau war die Familie Metzler 9 bis 10 Monate beschäftigt.
Das Schleifladen-Instrument hat 46 Register auf drei Manualwerken und Pedal.
| I Rückpositiv C–f3 |       |
| Gedackt            | 8′    |
| Quintaden          | 8′    |
| Principal          | 4′    |
| Rohrflöte          | 4′    |
| Sesquialter II     | 2 ⁄3′ |
| Octav              | 2′    |
| Quint              | 1 ⁄2′ |
| Scharf IV          | 1′    |
| Krummhorn          | 8′    |
| Tremulant          |       |

| II Hauptwerk C–f3 |        |
| Bordun            | 16′    |
| Principal         | 8′     |
| Hohlflöte         | 8′     |
| Gedackt           | 8′     |
| Octav             | 4′     |
| Spitzflöte        | 4′     |
| Quint             | 3′     |
| Superoctav        | 2′     |
| Terz              | 1 3⁄5′ |
| Mixtur IV-V       | 2′     |
| Cimbel III-IV     | 1′     |
| Cornet V          | 8′     |
| Fagott            | 16′    |
| Trompete          | 8′     |
| Clarin            | 4′     |
| Tremulant         |        |

| III Oberwerk C–f3 |        |
| Principal         | 8′     |
| Secund Principal  | 8′     |
| Rohrflöte         | 8′     |
| Octav             | 4′     |
| Nachthorn         | 4′     |
| Nasat             | 3′     |
| Superoctav        | 2′     |
| Waldflöte         | 2′     |
| Terz              | 1 3⁄5′ |
| Mixtur V-VI       | 1 ⁄2′  |
| Trompete          | 16′    |
| Trompete          | 8′     |
| Vox humana        | 8′     |
| Tremulant         |        |

| Pedalwerk C–f1 |     |
| Principal      | 32′ |
| Principal      | 16′ |
| Subbass        | 16′ |
| Octav          | 8′  |
| Superoctav     | 4′  |
| Hintersatz VI  | 3′  |
| Posaune        | 16′ |
| Trompete       | 8′  |
| Trompete       | 4′  |

## Trivia
Am 22. April 1889 wurde Adolf Hitler in der Braunauer Stadtpfarrkirche durch den Priester Ignaz Probst getauft.

## Galerie

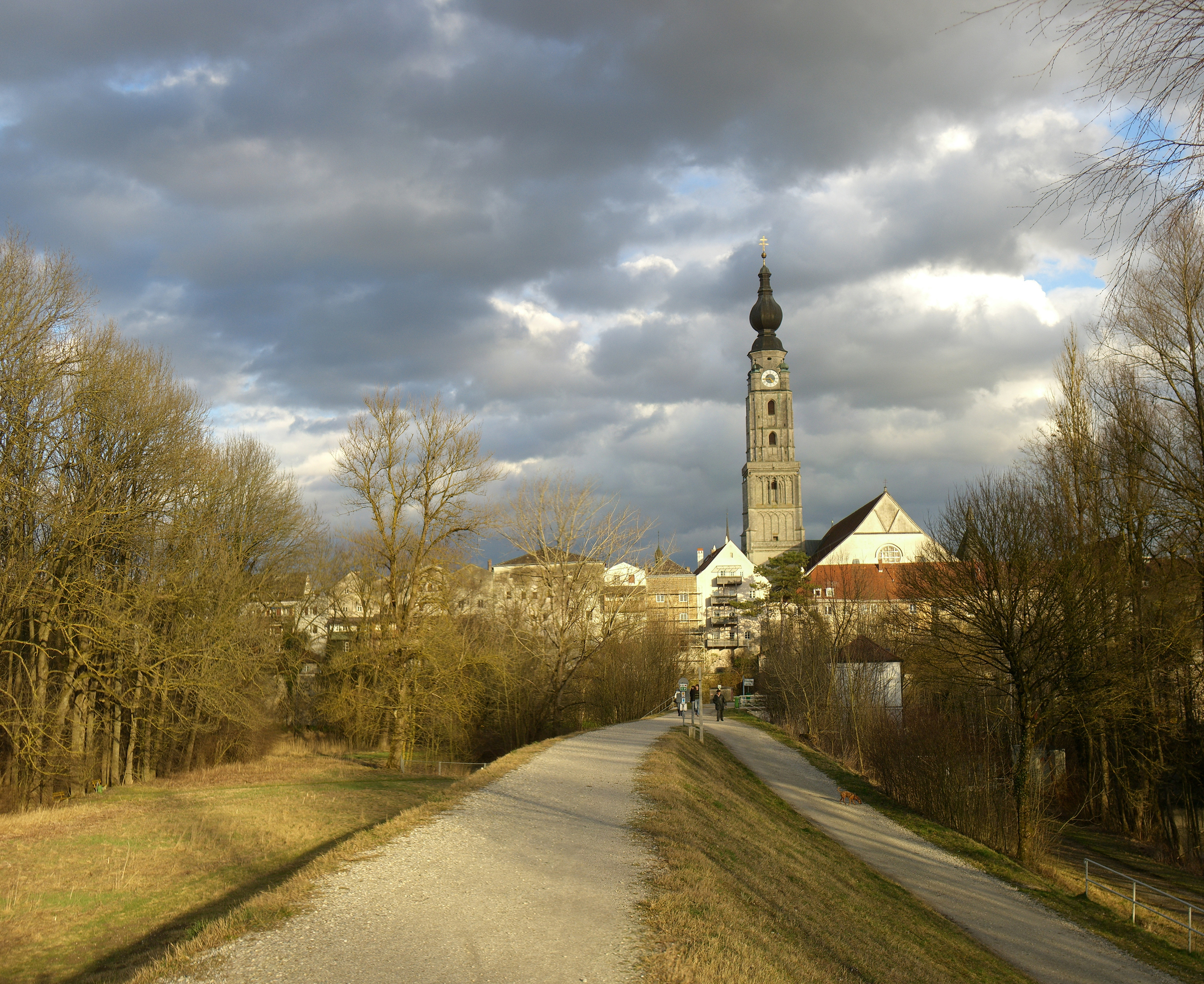
Braunau am Inn
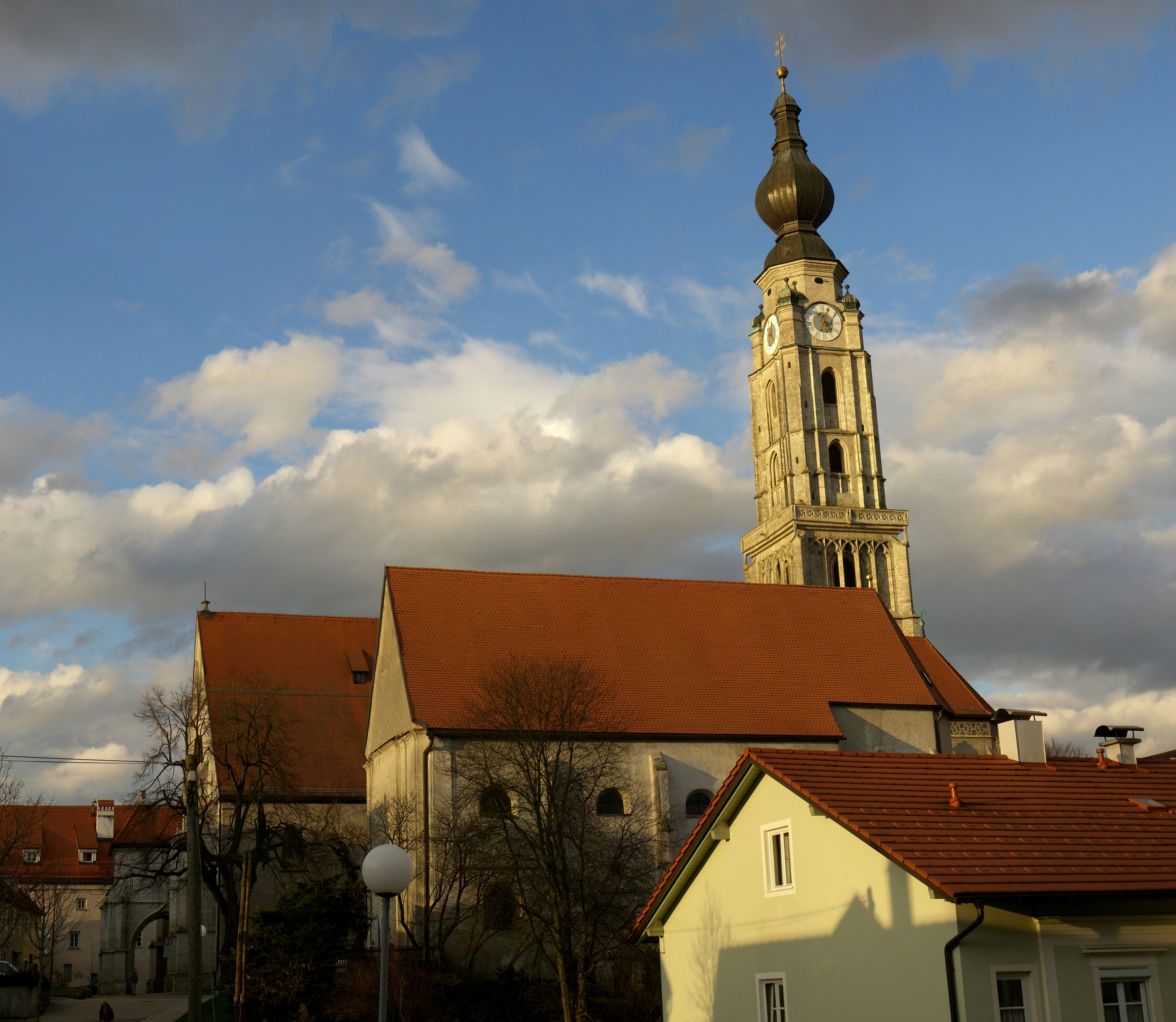
Stadtpfarrkirche St. Stephan
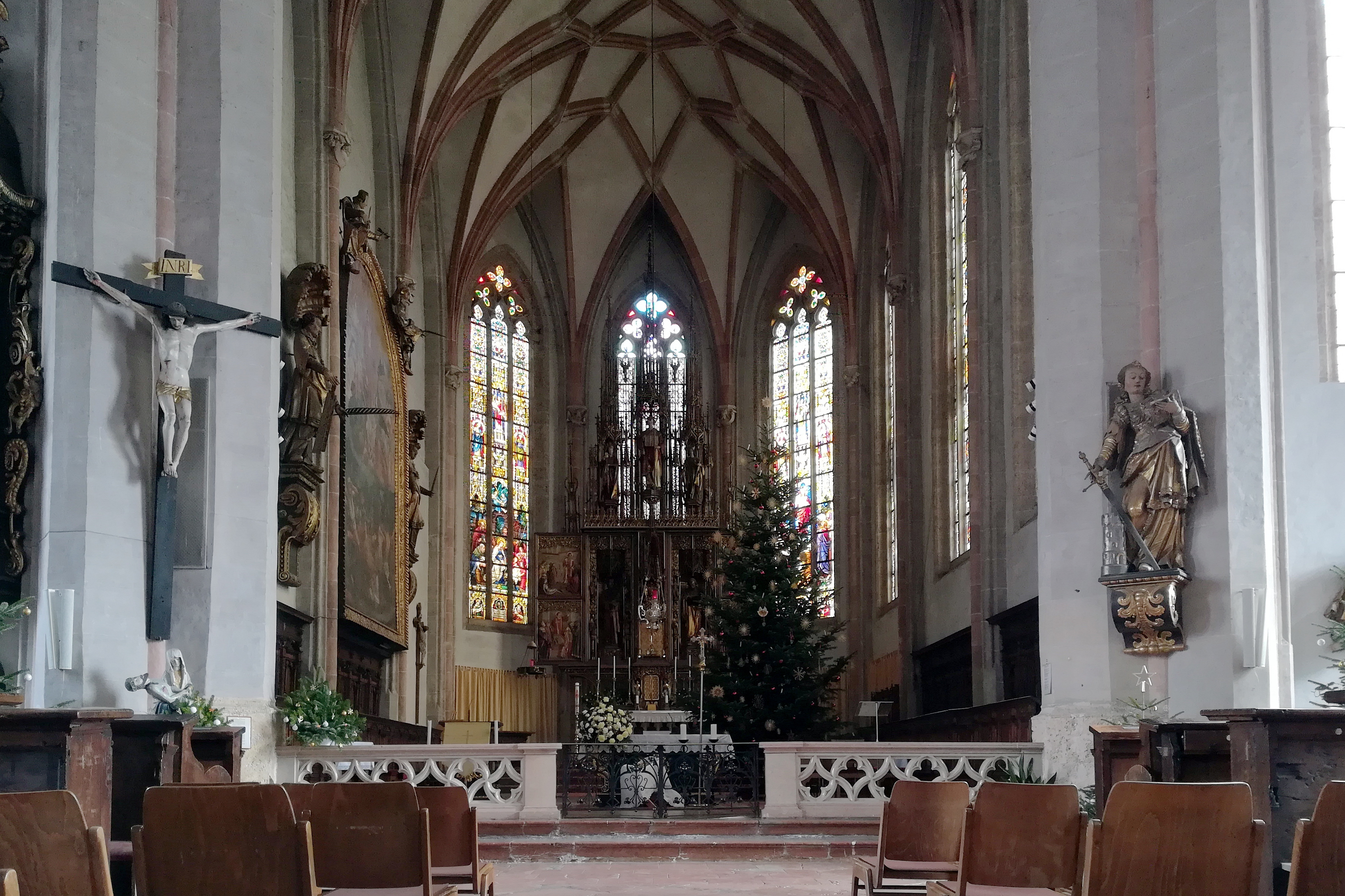
Hochaltar
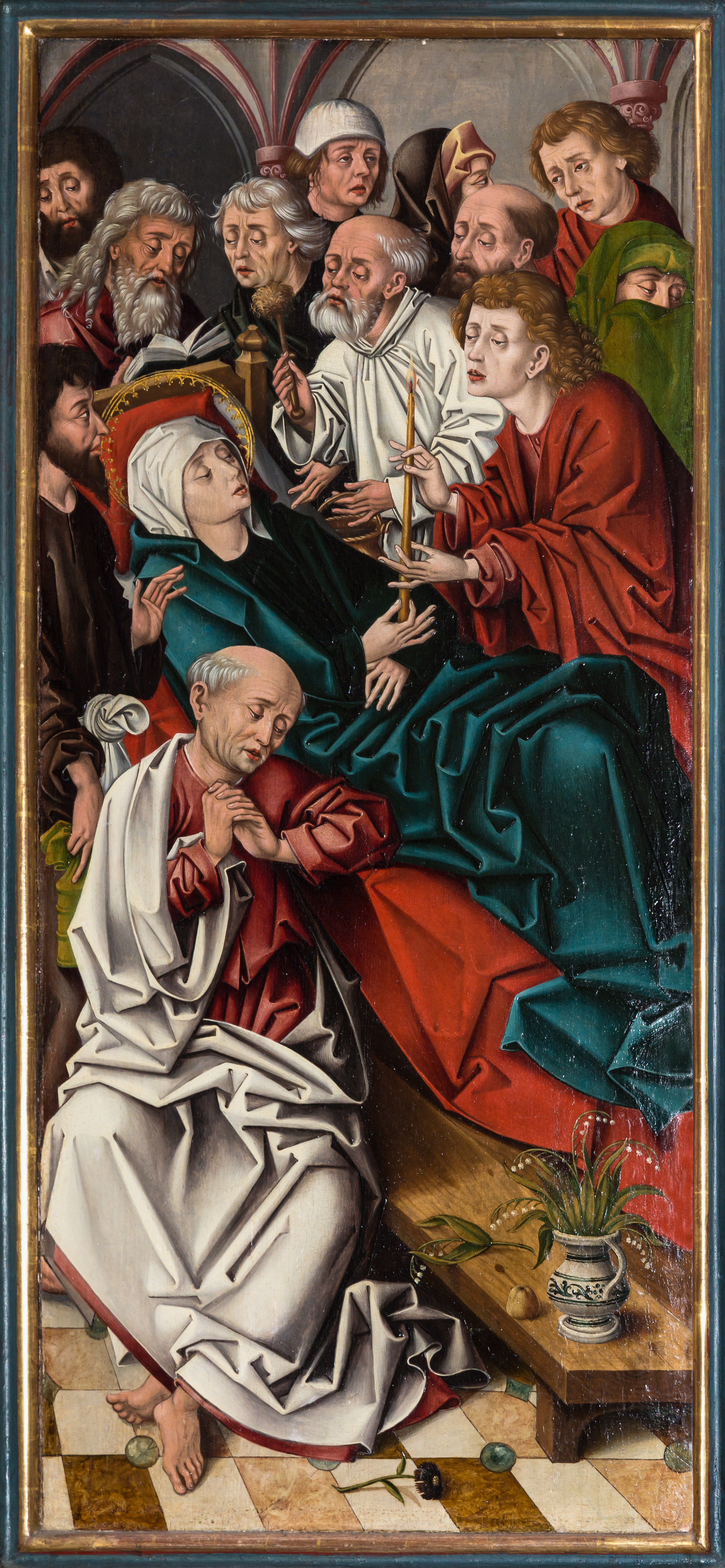
Detail des gotischen Bäckeraltars
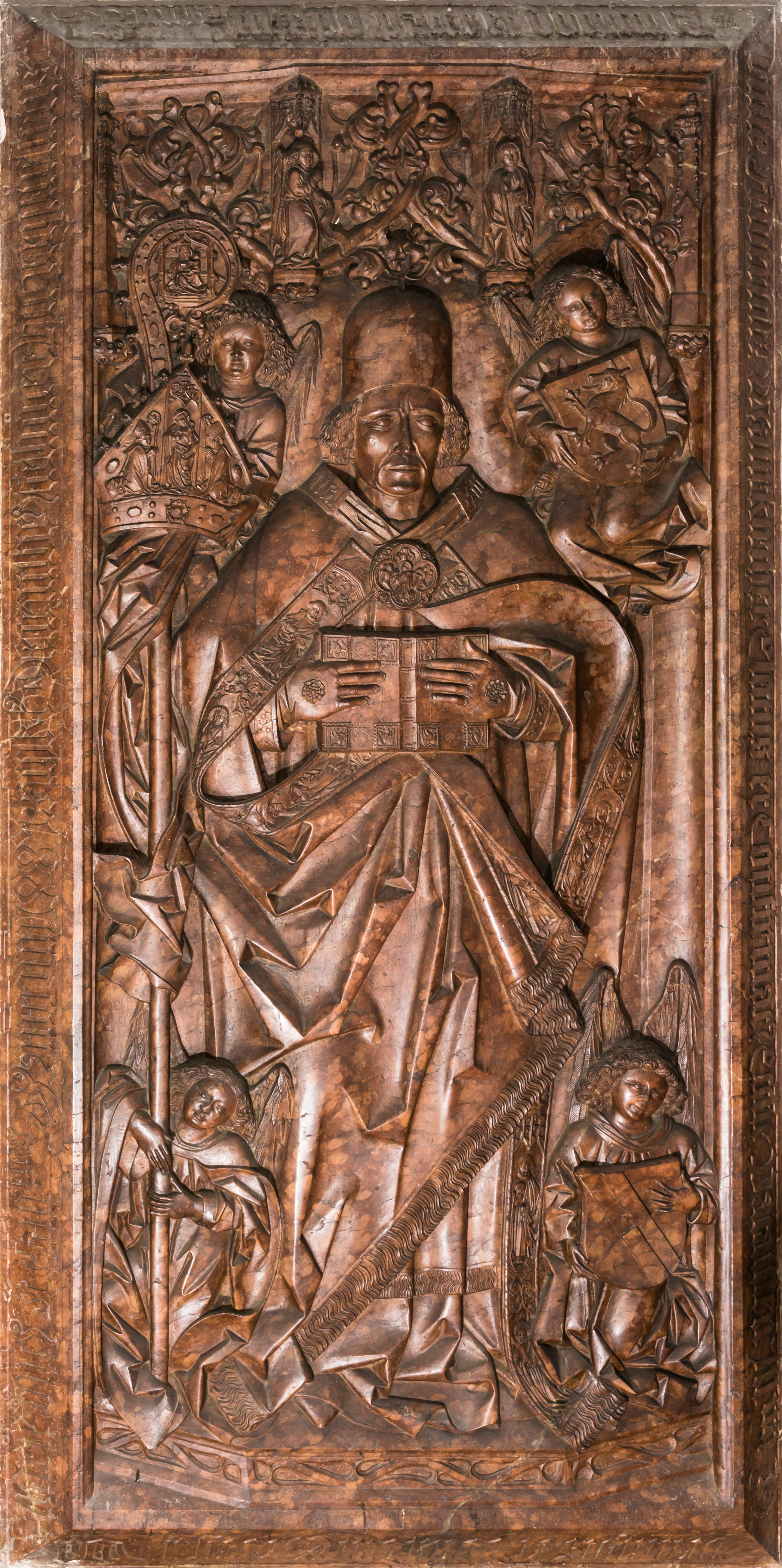
Epitaph für den Passauer Bischof Friedrich Mauerkircher
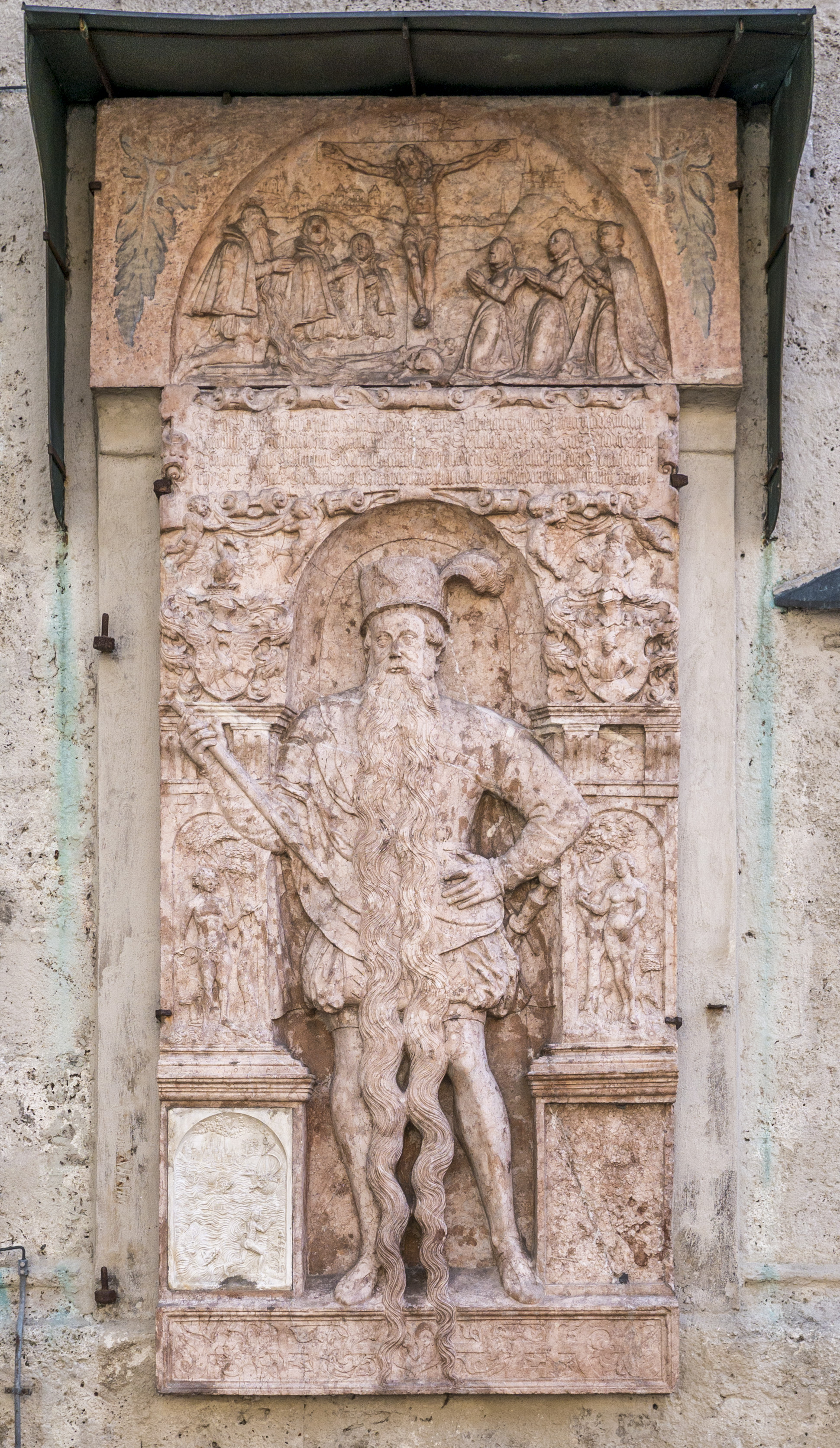
Grabplatte des Hans Staininger an der Außenmauer